# Dani Clos

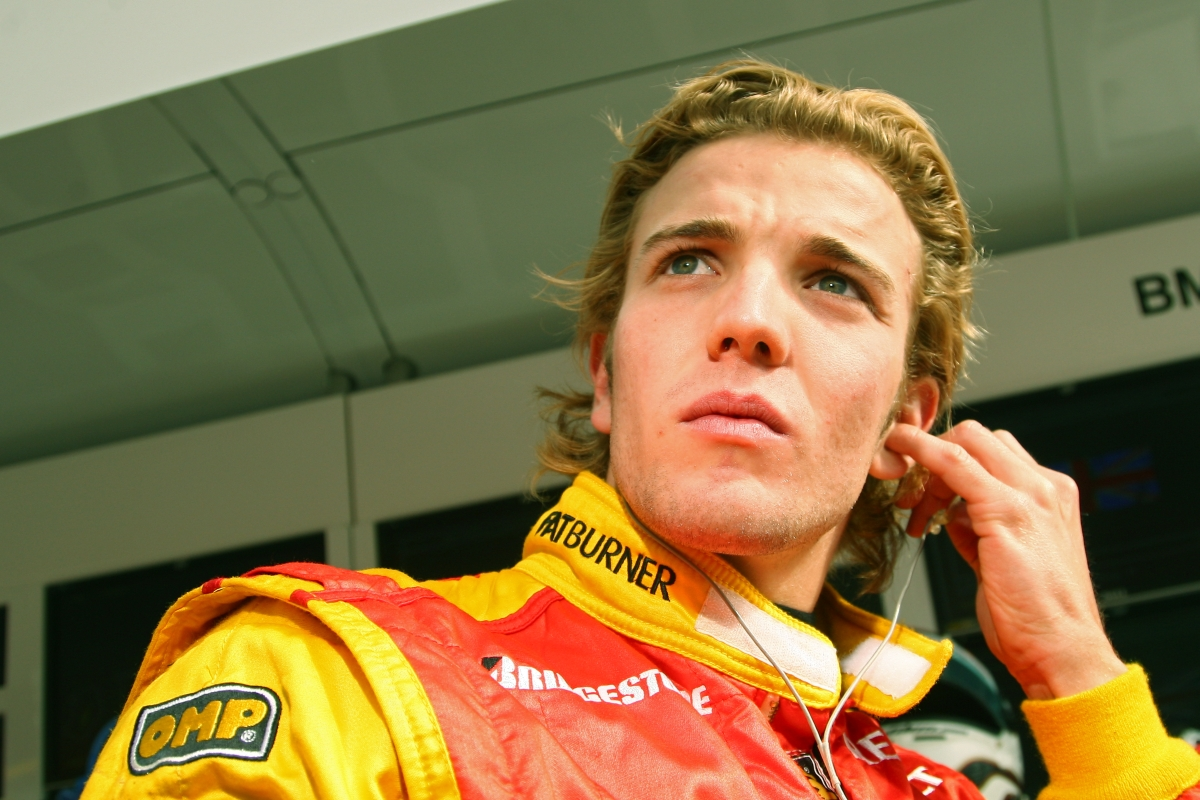
Dani Clos

Daniel Clos Álvarez (Barcelona, 23 oktober 1988) is een Spaans autocoureur.

## Loopbaan

### Karting
In 2001 won Clos de Catalonische versie van het Spaanse ICA Junior Kampioenschap. In 2002 won hij de Copa Campeones Trophy en finishte als 10e in de Italiaanse Open Masters, in een veld met topcoureurs als Nico Hülkenberg, Sébastien Buemi, Nelson Panciatici, Oliver Oakes en Buemi's nicht Natacha Gachnang.
In 2003 won hij de Andrea Margutti Trophy en nogmaals het Spanish ICA Junior Championship, samen met een 6e plaats in de Italiaanse Open Masters en een 11e plaats in het Europese Kampioenschap. In 2004 promoveerde hij naar de Formule A, maar deed dit samen met de Formule Junior 1600 Spanje. In de Formule A finishte hij slechts als 36e met een enkel punt. Zijn kartcarrière eindigde met een 30e plaats in de Andrea Margutti Trophy in 2005.

### Formule Junior 1600 Spanje
Clos verhuisde in 2004 naar zogenaamde "single-seaters" met een zitje in de Formule Junior 1600 Spanje. Hij paste zich snel aan aan de auto's en eindigde op een 4e plaats in het kampioenschap achter Michael Herck, Marco Barba en Arturo Llobell, met 1 overwinning en 4 podiumplaatsen.

### Formule Renault
Na een seizoen op het 1600cc Formule Renault niveau, klom Clos op naar de tweeliterauto's, met zowel races in de Eurocup Formule Renault 2.0 voor het team Pons Racing als het Italiaanse Formule Renault Kampioenschap voor het team Facondini Racing. In de Eurocup finishte hij niet een keer in de top 10, in Italië scoorde hij 28 punten waarmee hij teammaat Oliver Campos-Hull wist te verslaan. Zijn beste resultaten hier waren twee zevende plaatsen. In 2006 zou hij opnieuw in beide klassen racen.
In 2006 verhuisde Clos in beide klassen naar het team Jenzer Motorsport, waarbij hij hoopte dat hij wat meer succes zou krijgen. In Europa eindigde hij inderdaad als zevende in het kampioenschap met 3 overwinningen, en deze overwinningen volgden elkaar op - de dubbel op Istanbul Park en de eerste race op Misano. Op Misano zou hij eigenlijk ook de dubbel hebben, maar in race 2 werd hij gediskwalificeerd, waardoor Chris van der Drift zijn eerste seizoensoverwinning behaalde.
In Italië startte hij met drie podiumplaatsen in de eerste zes races. Adrian Zaugg won vijf van deze races, maar de rest van het seizoen was voor Clos. Hij won acht van de laatste negen races en won uiteindelijk het kampioenschap met 36 punten voorsprong op Zaugg. Op Spa, Hockenheim, Misano en Monza scoorde hij de dubbel en hij finishte als tweede in de enige race op Varano.

### Formule 3 Euroseries
Na zijn kampioenschap klom Clos op naar de Formule 3 Euroseries in 2007 voor het team Signature-Plus. Hij had een niet-spectaculair eerste seizoen waarin hij als 13e eindigde met 13 punten. Zijn beste resultaat was een vierde plaats in de tweede race in Barcelona, waarbij een van de grootste startcrashes in de historie van de Euroseries, waarin 9 auto's niet verder konden gaan. Hij finishte als 15e bij de Masters of Formula 3 op Zolder waarbij hij 4 seconden achter Euroseries-kampioen Romain Grosjean en 42 seconden achter winnaar Nico Hülkenberg finishte.
In 2008 reed Clos ook in de Formule 3 Euroseries, ditmaal bij het Prema Powerteam. Echter finishte hij een positie lager dan in 2007, als 14e met 16,5 punten. Hij behaalde in slechts zes races punten, waarbij twee podiumplaatsen op Pau en in de verkorte race op Le Mans. Als deze tweede race niet was verkort, was hij op 19 punten geëindigd, samen met Jon Lancaster. Hij scoorde de snelste ronde in de 2e ronde op Hockenheim en een pole position op Mugello.

### GP2
Clos had al getest voor het team Racing Engineering in zowel de GP2 als de Formule Renault 3.5 Series en in 2009 debuteerde hij met dit team in de GP2. Hij verving de kampioen van 2008, Giorgio Pantano en scoorde in de laatste race, op het Autódromo Internacional do Algarve waar hij in de top-3 eindigde, zijn eerste punten. In het kampioenschap behaalde hij de 21e positie.

### Formule Renault 3.5 Series
Clos maakte zijn debuut in de Formule Renault 3.5 Series op Le Mans voor het team Epsilon Euskadi waarbij hij Adrián Vallés die op dat moment in de Superleague Formula reed. In de eerste race finishte hij als 10e en pakte hiermee een punt. Ook pakte hij een bonuspunt. Op het Autódromo Internacional do Algarve pakte hij nog een punt omdat hij zich als derde kwalificeerde in zijn groep. Zijn beste finish hier was negende, inclusief een incident met teamgenoot Chris van der Drift. In de laatste twee rondes werd hij vervangen door Keisuke Kunimoto.

### Formule 1
Clos deed enkele tests voor het Williams Formule 1-team, de eerste in september 2008 op Jerez voor een testdag. In december 2008 testte hij hier ook voor een testdag.
In het jaar 2012 was Dani Clos test- en reservecoureur voor HRT. Tijdens zijn thuisrace in de Grand Prix Formule 1 van Spanje 2012 reed hij voor het eerst een testsessie. Testsessies in het Verenigd Koninkrijk, Duitsland, Hongarije, België en Korea volgde hierna, maar hij heeft nooit een zeteltje in de Formule 1 gehad.

#### Overzicht Formule 1-carrière
| Seizoen | Inschrijving | Chassis  | Motor                  | 1   | 2   | 3   | 4   | 5      | 6   | 7   | 8   | 9      | 10     | 11     | 12     | 13  | 14  | 15  | 16     | 17  | 18  | 19  | 20  | Pos | Punten |
| ------- | ------------ | -------- | ---------------------- | --- | --- | --- | --- | ------ | --- | --- | --- | ------ | ------ | ------ | ------ | --- | --- | --- | ------ | --- | --- | --- | --- | --- | ------ |
| 2012    | HRT F1 Team  | HRT F112 | Cosworth CA2012 2.4 V8 | AUS | MAL | CHN | BHR | ESP TC | MON | CAN | EUR | GBR TC | GER TC | HUN TC | BEL TC | ITA | SIN | JPN | KOR TC | IND | ABU | USA | BRA | -   | -      |